# Augustin Guillerand
Augustin Guillerand, eigentlich Maxime Guillerand, (* 26. November 1877 in Reugny-de-Dompierre, Département Nièvre; † 12. April 1945 in der Großen Kartause bei Saint-Pierre-de-Chartreuse, Département Isère) war ein französischer Kartäusermönch und Verfasser zahlreicher geistlicher Schriften.

## Leben
Maxime Guillerand wurde als Sohn von Bauern geboren. Mit zehn Jahren trat er in das Knabenseminar von Nevers ein. 1900 wurde er zum Priester geweiht. Er war als Priester in verschiedenen Pfarren und auch als Lehrer für Geschichte und Erdkunde tätig, ehe er 1916 in die Westschweizer Kartause La Valsainte eintrat und den Ordensnamen Augustin annahm. 1918 legte er die zeitlichen Gelübde ab, am 6. Oktober 1921 die ewigen Ordensgelübde. Zwei Jahre danach wurde er mit dem Amt des Vikars und drei Jahre danach mit dem eines Koadjutors betraut. Doch schon nach wenigen Monaten musste er die Ämter aufgrund seines Gesundheitszustandes, der auch schon vor dem Eintritt in die Kartause schwach gewesen war, aufgeben, vor allem psychische Leiden machten ihm sehr zu schaffen. 1929 wurde Guillerand in die südfranzösische Kartause Montrieux versetzt. Kurze Zeit darauf kam er als Vikar in die Schwesternkartause San Francesco bei Turin, wo er als Beichtvater der Nonnen wirkte. 1935 wurde er Prior der Kartause Vedana bei Belluno in Venetien und in den folgenden Jahren Convisitor der italienischen Ordensprovinz. Nach dem Ausbruch des Zweiten Weltkriegs kehrte Guillerand nach Frankreich zurück, zuerst für kurze Zeit in die Kartause Sélignac in der Nähe von Bourg-en-Bresse und dann in die Große Kartause, wo er am 12. April 1945 verstarb.

## Werk

### Grundgedanken in seinem Werk
In seinen Werken nehmen das Johannesevangelium und die Johannesbriefe eine zentrale Stellung ein. Wichtiges Thema seiner Schriften ist die Liebe Gottes als Quelle und Ziel aus der alles fließt und zu der alles hinströmt. Für Guillerand ist Gott ausschließlich Liebe, die sich selbst hingibt. In dieser liebenden Selbsthingabe besteht das Leben des dreifaltigen Gottes, aber auch die Beziehung Gottes zu seinen Geschöpfen. In sich selbst oder außerhalb seiner selbst will und macht Gott nichts anderes als zu lieben und sich zu verschenken.

### Einzelne Werke
In der Großen Kartause verfasste er sein repräsentativstes Werk Au seuil de l'abîme de Dieu, Elévations sur l'évangile de S. Jean, dt.: An der Schwelle zum Abgrund Gottes. Gedanken zum Johannesevangelium. Dieses Werk ist auch in italienischer Übersetzung erschienen.
Die Schrift Silence cartusien wurde in das Italienische, Spanische, Englische und unter dem Titel Vom Schweigen der Kartäuser (Luzern 1956) auch ins Deutsche übersetzt.
Ebenfalls auf Deutsch erschienen ist seine Schrift Face à Dieu unter dem Titel Im Angesicht Gottes, Gebetserfahrungen eines Kartäusermönchs. Neben einigen weiteren Schriften sind auch Briefe von Guillerand in Druck und verschiedenen Übersetzungen erschienen.
Sämtliche Schriften wurden erst posthum und bis 1959 anonym publiziert. Viele seiner nie für die Öffentlichkeit gedachten Schriften soll der Kartäuser vor seinem Tod verbrannt haben.